# Religion en Lituanie
Cet article traite des religions ou phénomènes religieux, passés et présents, des populations sur le territoire de l'actuelle Lituanie. Groupes ethniques en Lituanie et langues de Lituanie attestent de multiples imbrications.

## Histoire
Préhistoire et protohistoire de la région restent mal connues.

### Avant l'an 1000
Les Lituaniens (ou anciennement Lithuaniens) sont un peuple balte établi en Lituanie.
À l'époque médiévale, ils vivent dans un territoire plus vaste qu'aujourd'hui, comprenant Königsberg et les campagnes de Prusse-Orientale (avec les Lietuvininkai ou Lituaniens de Prusse), dans le Nord de la Biélorussie et dans l’Est de la Pologne.
Les premières tribus ou ethnies baltes d'origine proto-indo-européenne sont arrivées dans la région depuis le bassin de la Vistule et du Dniepr, vers 2500 av. J.-C. Les tribus baltes n'ont pas été directement influencées par l'Empire romain, mais elles ont maintenu des contacts commerciaux avec celui-ci, notamment via la route de l'ambre.
Durant les 10e-6e siècles AEC, les Baltes, des populations (tribus, ethnies) païennes d'origine indo-européenne, s'installent sur le territoire de l'actuelle Lituanie : Samogitiens, Sudoviens, Sémigaliens, Skalviens, Prussiens, Séloniens, Latgaliens…
L'économie de la route de l'ambre dans l'Antiquité classique reste mal connue. 
La période des 5e-8e siècles (âge de Vendel, âge du fer germanique), des grands mouvements migratoires est tout aussi mal connue pour la région.
L'âge des Vikings (793-1066) se déroule aux franges du Grand-duché.
Les Varègues, branche suédoise des Vikings scandinaves, sont connus pour leurs qualités de guerriers, pillards et commerçants.
La route commerciale des Varègues aux Grecs (entre ~750 et ~1204) puis les routes concurrentes, dont la route commerciale de la Volga, concernent sans doute les populations lituaniennes (armes, étoffes, épices, esclaves, etc).
Ces routes relient la région à l'économie byzantine et à celle du khaganat khazar.
L'histoire des Slaves orientaux est également mal connue, dont le Khaganat de la Rus' (~830 - ~899). La Rus' de Kiev (860-1240) disparaît après l'invasion mongole de 1223-1240.
La mythologie lituanienne est païenne, polythéiste.
Elle est connue surtout grâce aux chercheurs Teodor Narbutt (en) (1784-1864), Algirdas Julien Greimas (1917-1992), Marija Gimbutas (1921-1994), puis Norbertas Vėlius (en) (1938-1996) et Gintaras Beresnevičius (en) (1961-2006). 
La liste des dieux lituaniens ne prépare guère à la compréhension de cet univers particulièrement riche, en tout cas assez pour motiver des essais reconstructionnistes comme Romuva, Druwi ou Dievturība.

### 1000-1795
Les cinq régions ethnographiques historiques (Samogitie (Telšiai), Sudovie, Dzūkija, Haute Lituanie, Petite Lituanie) ont une histoire légèrement différente.
La Chronique des temps passés (~1111), compilation, fournit quelques informations.
Les Lituaniens ont une diversité linguistique et culturelle au moins jusqu'en 1795.
Ainsi, les Lietuvininkai parlent lituanien et allemand, et sont luthériens, à l'inverse de la grande majorité des Lituaniens catholiques.
L'histoire de la Lituanie commence véritablement avec l'unification des tribus/ethnies lituaniennes de religion balte par Mindaugas, au milieu du 13e siècle, en vue de lutter contre les chevaliers Teutoniques et les chevaliers Porte-Glaives venus les christianiser par la force :  colonisation germanique de l'Europe orientale (Drang nach Osten).
L'histoire du grand-duché de Lituanie (~1150-1795) est fortement entremêlée avec celles de ses voisins, Pologne, Biélorussie, Russie, mais aussi avec celle de la Livonie (pour l'essentiel, la Lettonie actuelle) et de l'État monastique des chevaliers Teutoniques (1226-1525).

### Christianisme
La christianisation de la Lituanie date officiellement de 1387.
Durant les (11e-13e siècles), de nombreux efforts d'évangélisation, chalcédoniens d'abord, catholiques ensuite.
Le baptême du grand-duc Mindaugas (Mendog, 1203-1263) est une étape importante dans la balance entre les deux christianismes.
En 1387, la Lituanie se convertit au catholicisme, alors que la plupart des terres de Ruthénie restent orthodoxes. Par l'union de Brest, les anciens orthodoxes devenus grecs-catholiques reconnaissent l'autorité papale et le catéchisme catholique tout en préservant la liturgie byzantine. 
En 1579, une des plus anciennes universités d'Europe de l'Est, l'université de Vilnius, est fondée par Stefan Batory, roi de Pologne et grand-duc de Lituanie.
La république des Deux Nations (1569-1795) est multiethnique et multiconfessionnelle, pratique le catholicisme, le luthéranisme, le calvinisme. Les langues liturgiques comprennent le latin, le slavon, le haut-allemand, l'hébreu et l'arabe.
L'invasion suédoise (1655-1660) impose une clarification politique, avec entre autres l'expulsion de la Petite Église polonaise unitarienne (ou Frères polonais), en Transylvanie et en Prusse.
Les Jésuites, durant la Contre-Réforme, permettent à  l'université de Vilnius de se développer rapidement, et de devenir l'un des centres scientifiques et culturels les plus importants de la région et du grand-duché de Lituanie.
- Évangéliaire de Mstisch (de)
- Constructions religieuses chrétiennes en Lituanie (de)

### Judaïsme
En Pologne, la Charte de Kalisz (1264) fixe les libertés juives, pour une relative autonomie juive (en langue yiddish) en Pologne jusqu'en 1795.
Les premiers Juifs s'établissent à Vilna (aujourd'hui Vilnius) au 14e siècle et à Kovno (aujourd'hui Kaunas) au 15e siècle. Une communauté organisée existe à Vilna depuis le 16e siècle, comptant 10 à 15 000 personnes. C'est l'époque où l'approche dite lituanienne du judaïsme commence à se développer dans les yechivot de Lituanie.
Jusqu'au 17e siècle, les communautés juives de Lituanie protégées par les grands-ducs de Lituanie puis les rois de Pologne, connaissent la paix et la prospérité, mais à partir de cette époque, les Juifs y subissent de multiples catastrophes malgré la protection des autorités lituaniennes ou polonaises. En 1635, une émeute détruit la toute nouvelle synagogue de Vilna et ses dix-huit rouleaux de la loi. De 1653 à 1663, diverses interdictions professionnelles sont édictées contre les Juifs.
Vers 1760, la moitié de la population juive mondiale vit en Pologne-Lituanie. Sous la république des Deux Nations, entre 1580 et 1764, l'instance centrale de l'autorité juive est le Conseil des Quatre Pays, basé à Lublin : Samuel Eidels Maharsha
Au 18e siècle, émerge le mouvement mystique du hassidisme, inauguré par Baal Shem Tov (le « maître du Bon Nom ») qui devient, à côté du mitnagdisme (orthodoxie juive classique), un phénomène central de l'histoire juive et l'une des caractéristiques religieuses et sociales des Juifs ashkénazes.
Chez les hassidim, la communion avec Dieu est joyeuse et s'exprime par le chant et la danse, tandis que les rebbe portent fréquemment le titre d'« Admor » (acronyme de adoneinou, moreinou verabbeinou : « notre seigneur, maître et rabbin ») et leur fonction devient héréditaire, créant des « dynasties hassidiques ». 
Les Mitnagdim forment une opposition juive orthodoxe au hassidisme.
- Histoire des Juifs en Lituanie

- Zone de Résidence pour les Juifs dans l'Empire russe (territoires définis par décrets successifs)
- Karaïsme (Trakai, Isaac de Troki (1533-1594))
- Gaon de Vilna (1720-1797)
- Antisémitisme, pogroms, Judenjagd, épurations...
- Shoah en Lituanie (1941-1944) (195 000 victimes), massacre de Poneriai...
- Rapport Jäger, Maison verte (Vilnius) musée juif de Vilnius
- 27 synagogues de Lituanie (de)

### Islam
- Slaves musulmans, Musulmans (nationalité)
- Islam en Lituanie (en)
- Tatars de Crimée, Khanat de Crimée (1441-1783), Diaspora des Tatars de Crimée (en)
- Tatars baltiques

Les Tatars sont présents en Lituanie depuis le 14e siècle, lorsque Vytautas le Grand (Grand duc de Lituanie de 1392 à 1430) leur accorde des terres, près de Trakai et en Biélorussie, en échange de leur participation aux campagnes militaires.
Le nombre de leurs descendants revendiquant leur tatarité seraient inférieur à 15000, dont environ 5000 en Lituanie, 3400 en Lettonie et 2500 en Estonie.
L'un des plus célèbres (dans le monde francophone) Lituaniens d'ascendance tatare est le vulcanologue Haroun Tazieff (1914-1998, russe, belge, français). Le plus célèbre au cinéma reste Charles Bronson.
La mosquée de Kaunas, la mosquée de Nemėžis (de), la mosquée de Raižiai (de) et le minaret Kėdainiai (de) sont parmi les dernières constructions musulmanes en Lituanie, et dans les pays baltes.

### 19esiècle
Après les partages de la Pologne et de la Lituanie (1772-1795), la fin de la république des Deux Nations (polono-lituanienne, 1569-1795),  et les guerres napoléoniennes, la Lituanie devient une partie de l'Empire russe (1721-1917) : russification, interdiction des langues baltes, résistances, répressions...

### 20esiècle
La Première Guerre mondiale entraîne l'indépendance de la république de Lituanie (1918-1940), jusqu'à l'occupation de la Lituanie pendant la Seconde Guerre mondiale (et l'occupation des pays baltes).
Dans le contexte de l'occupation des pays baltes, la collaboration dans l'Europe occupée par les nazis est également un fait lituanien : ghetto de Vilnius.
Par la Shoah en Lituanie (1941-1944), la population juive de 160 000 (en 1937, 7 % de la population du territoire) est anéantie : en 2013, on ne compte plus que 5 000 juifs en Lituanie, dont un des fleurons est la yechiva de Ponevezh.
Après 1940-1945, la Lituanie devient la république socialiste soviétique de Lituanie (1940-1990), l'expulsion des Allemands d'Europe de l'Est (1945-1947), la soviétisation des pays baltes (en) (1941-1991), les persécutions anti-chrétiennes dans le bloc de l'Est (1945-1990) (en). Les Germano-Baltes en Lituanie seraient au nombre de 2 000.
De 1941 à 1953 ont lieu les déportations soviétiques depuis la Lituanie (en) (130 000 déportés), en plus des arrestations politiques.
Malgré la guerre, l'holocauste, la russification, l'athéisme d'État, le pays connaît un renouveau charismatique.
Les Églises aident à l'organisation de la révolution chantante (1987-1990), qui mène à l'indépendance des pays baltes (1990) et à la dislocation de l'URSS (1991).
- Chronique de l'Église catholique en Lituanie (en) (1972-1989), samizdat catholique

### 21esiècle
Les célébrations de chants et danses baltes sont en 2003-2008 inscrites au Patrimoine culturel immatériel de l'humanité : liste du patrimoine culturel immatériel de l'humanité en Lituanie (et Estonie et Lettonie).

#### Nouveaux mouvements religieux
Diverses formes de néopaganisme, slave et balte, se développent.

## Galerie

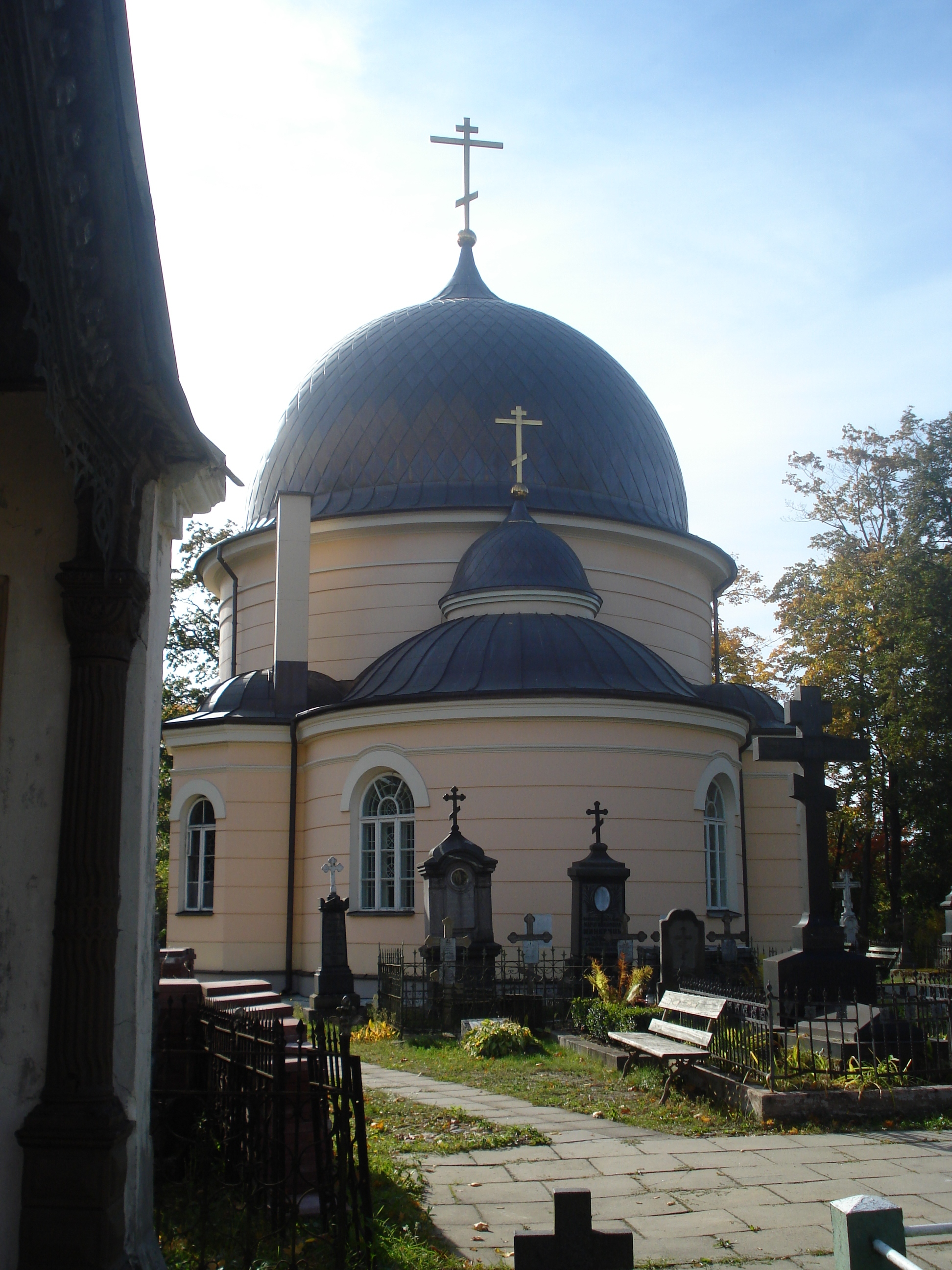
Église Sainte-Euphrosyne de Vilnius
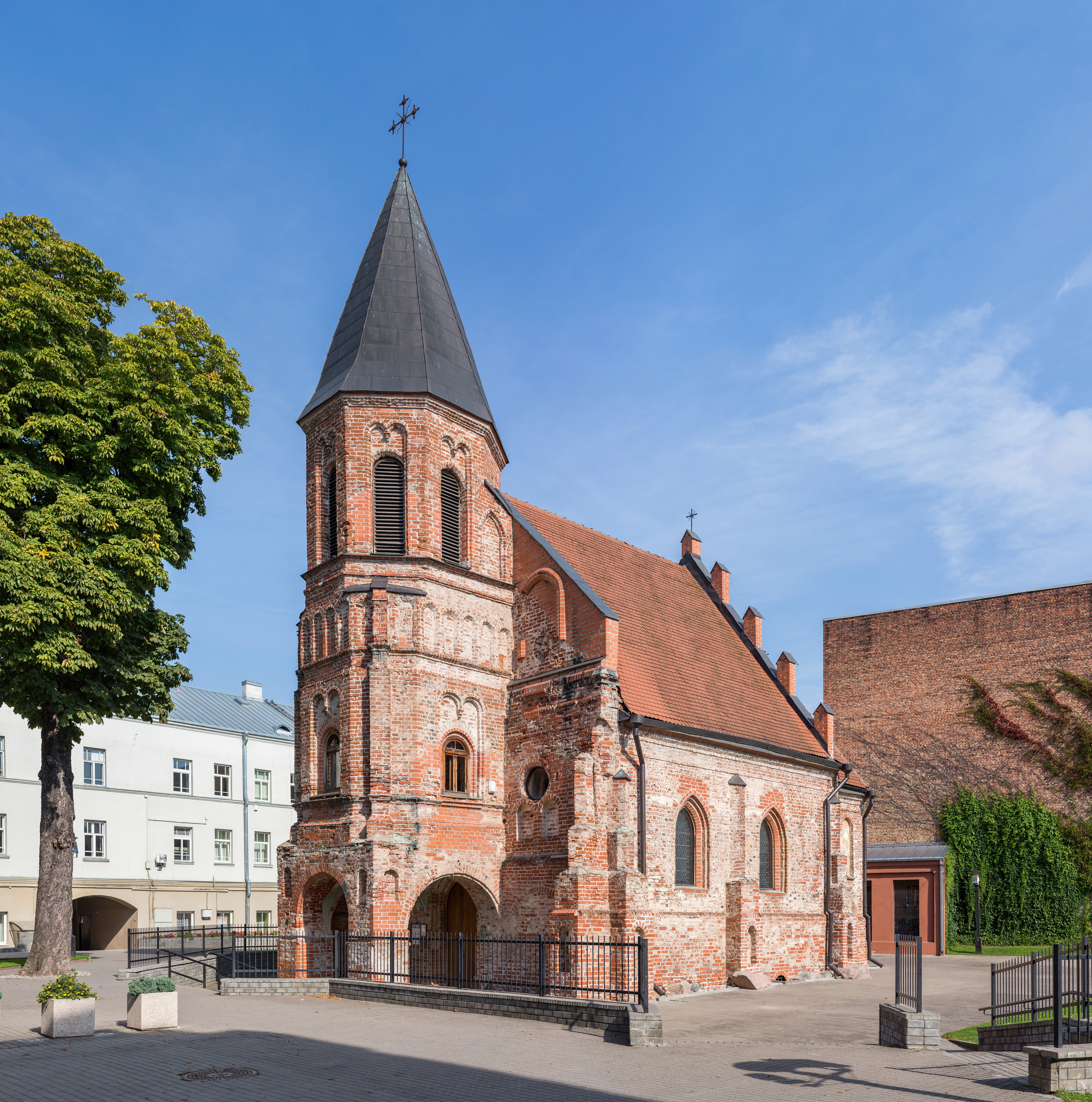
Église Sainte-Gertrude de Kaunas
Monastère de Pažaislis
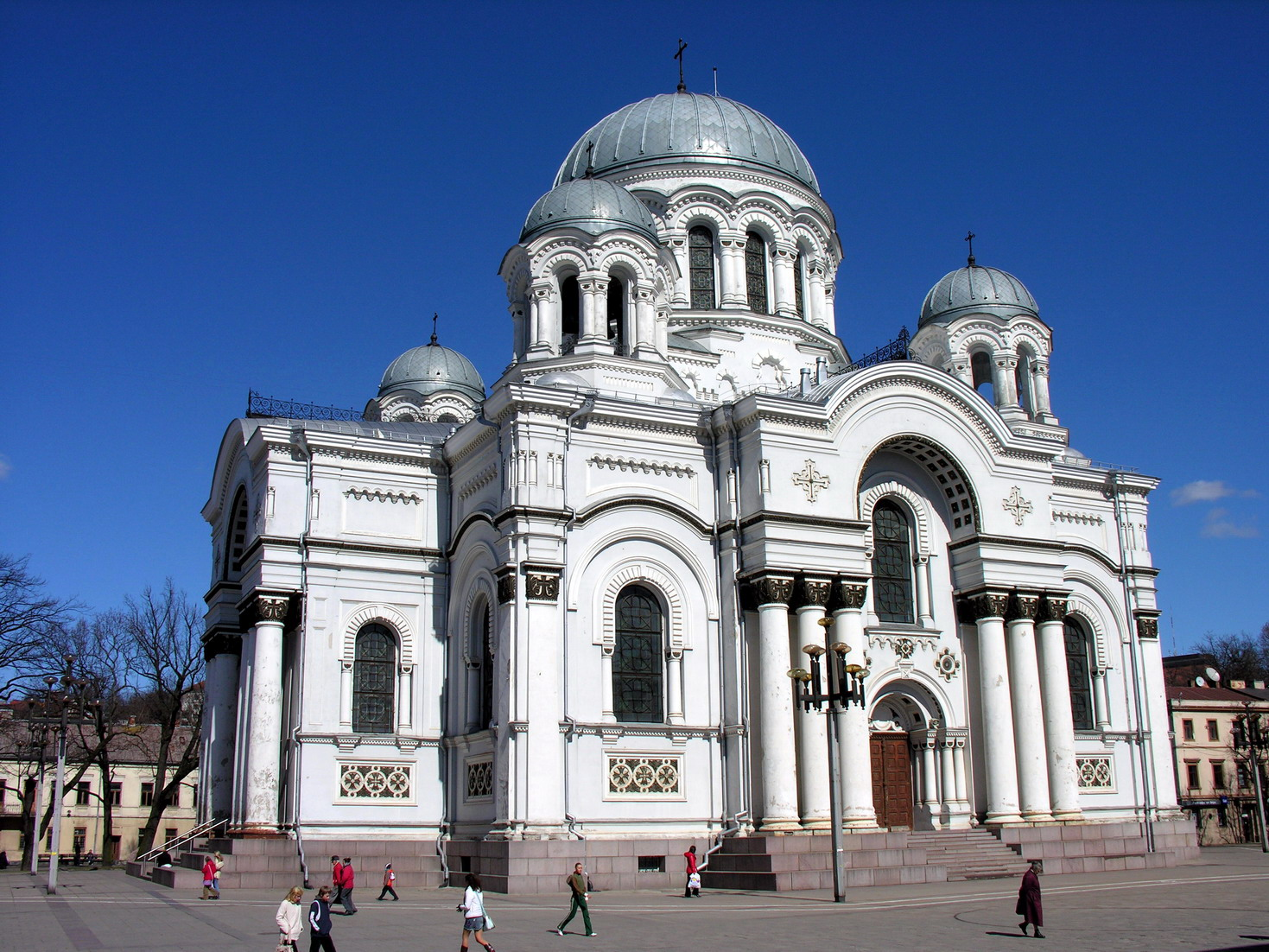
Église Saint-Michel-Archange de Kaunas
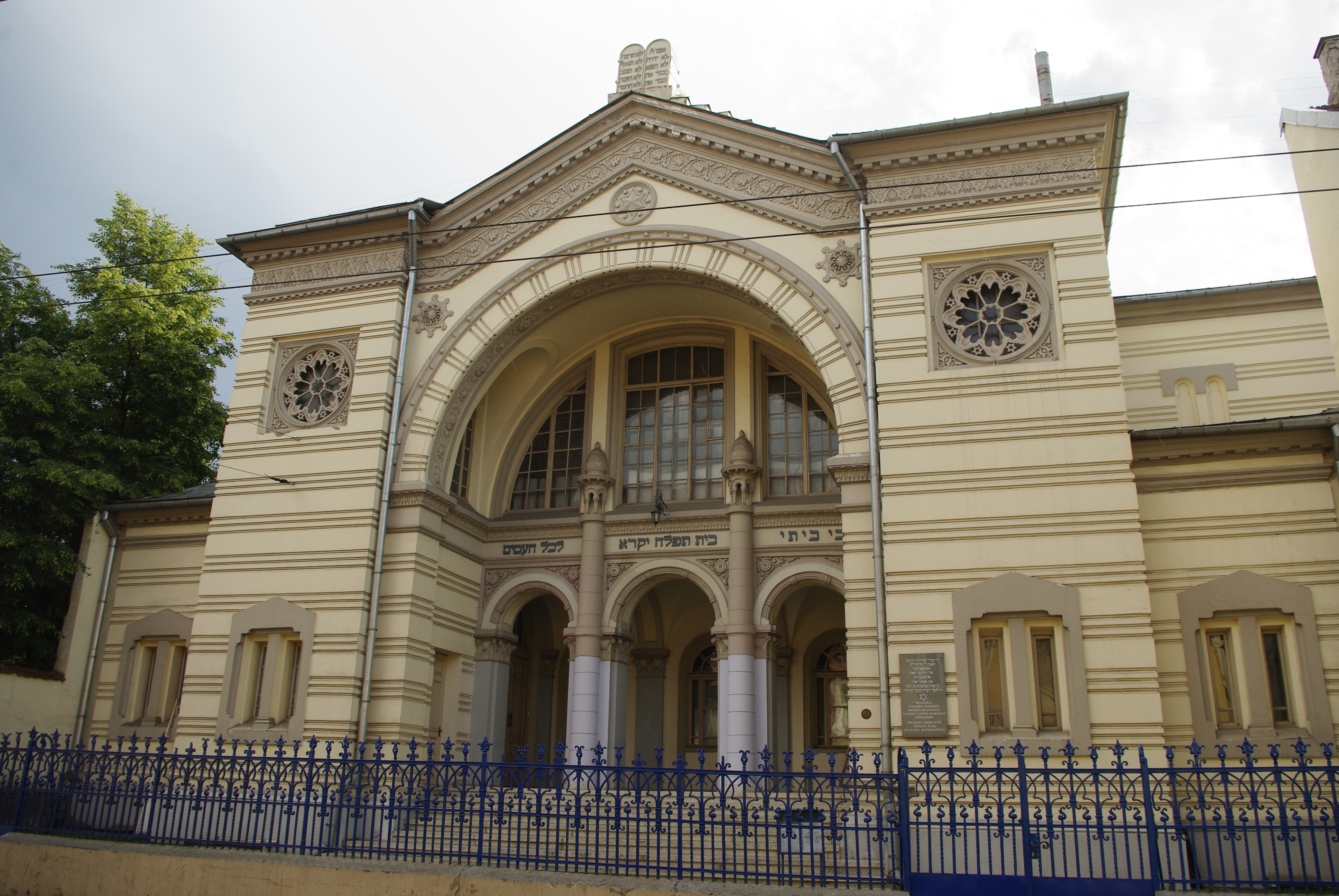
Synagogue chorale de Vilnius
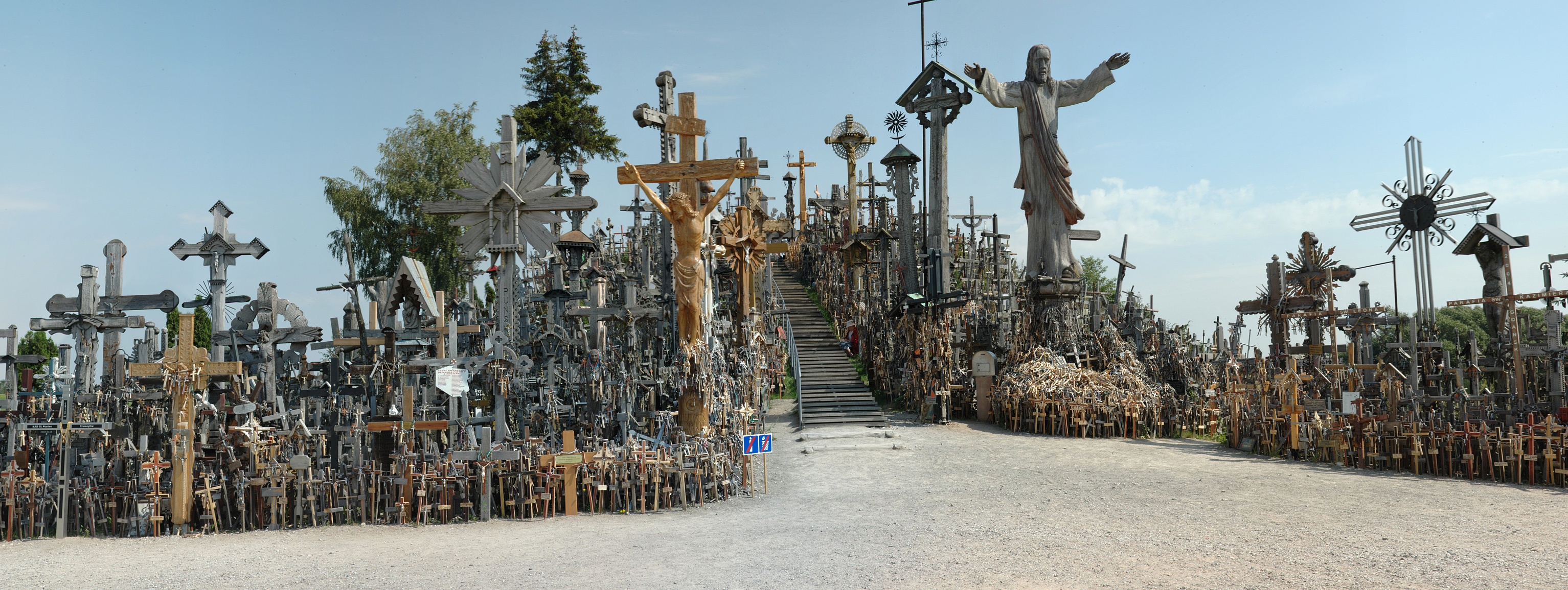
Colline des Croix à Šiauliai/Schaulen

## Repères 2020
Pour une population de 2 731 000 Lituaniens en 2020 :
- Religion en Lituanie (rubriques)
- Édifices religieux en Lituanie, Liste du patrimoine mondial en Lituanie
- Christianisme (78-81 %), Baptême de la Lituanie (1387-1388), Persécution des chrétiens dans le bloc de l'Est (en)
  - Église catholique en Lituanie (70-80 %), Catholicisme en Lituanie (rubriques), Chronicle of the Catholic Church in Lithuania (en) (1972-1989)
  - Orthodoxie orientale en Lituanie (en) (4,1 %)
  - Orthodoxes vieux-croyants (0,8 %)
  - Protestantismes divers (0,8 %), dont Baptisten in Litauen (de), Petite Église polonaise (Frères Polonais)
    - Église évangélique-luthérienne de Lituanie (19 000, 0,5 %, contre 9 % avant 1940)
    - Evangelisch-Reformierte Kirche in Litauen (de) (7 000, 0,2 %)
    - Internationale Universität LCC (de)

  - Témoins de Jéhovah (2 900 en 2020[11], 0,1 %)
- Autres religions
  - Judaïsme (1 200 pratiquants, pour 3 000 personnes se reconnaissant juifs en 2011, contre 9 % avant 1940)
  - Hindouisme en Lituanie (en) (300-400), dont "Krišnos sąmonės judėjimas" (Association internationale pour la conscience de Krishna)
  - Bouddhisme en Lituanie (en)
  - Islam en Lituanie (en) (21 000, 0,6 %), principalement Tatars baltiques
- Nouveaux mouvements religieux
  - Rodnovérie, Néopaganisme slave, Reconstructionnisme polythéiste, Congrès européen des religions ethniques
    - Liste de mouvements religieux slaves traditionnels (en) et Néopaganisme balte (en)
    - Romuva Romovė, Ruomuva (5 118 en 2011), Jonas Trinkūnas (en) (1939-2014)
    - Druwi
    - Sanctuaire samogitien (en), reconstruction d'un observatoire païen médiéval
    - Daina (Lituanie) (en), musique vocale populaire traditionnelle à contenu mythologique fréquent
    - groupes musicaux païens, folk-rock : Žalvarinis (en), Ugnėlakis, Kūlgrinda...
- Autres positions
  - Irréligion (6-7 %) : agnosticisme, athéisme, indifférence, défiance
  - Indifférence ou refus de se prononcer (10-11 %)
  - Liberté de religion en Lituanie (en)
  - Droits humains en Lituanie[12]

## Recensement 2021
- Catholicisme – 74,19 % (2 085 340)
- Orthodoxie – 3,75 % (105 326)
- Orthodoxes vieux-croyants – 0.65 % (18 196)
- Luthéranisme – 0,56 % (15 741)
- Calvinisme – 0,2 % (5 540)
- Islam sunnite – 0,08 % (2 165)
- Baptisme et associés – 0,04 % (1 092)
- Judaïsme – 0,03 % (899)
- Églises catholiques orientales (Uniates) – 0,03 % (785)
- Karaïsme – 0,01 % (255)
- Autres religions – 0,58 % (16 486)
- Sans religion – 6,11 % (171 810)
- Sans réponse – 13,67 % (384 094)